# فرناندو موراليس (لاعب كرة قدم)
فرناندو موراليس (بالإسبانية: Fernando Morales)‏ هو لاعب كرة قدم ومدرب كرة قدم باراغواياني، ولد في 17 يناير 1986. لعب مع شلوسك فروتسلاو.